# Wisebach (Giessen)
Der Wisebach ist ein etwa anderthalb Kilometer (mit Tobelbach 6,4 km) langer, nordöstlicher und rechter Zufluss des Giessen im Bezirk Weinfelden im schweizerischen Kanton Thurgau.

## Geographie

### Verlauf

#### Quellbäche
Der Wisebach entsteht zwischen den beiden zur politischen Gemeinde Bürglen gehörenden Ortschaften Leimbach im Südosten und Oberopfershofen im Nordwesten auf einer Höhe von ungefähr 454 m ü. M.  aus dem Zusammenfluss von Tobelbach und Mättlibach.

##### Tobelbach
Der Tobelbach ist der rund 5 Kilometer lange, nördliche und rechte Quellbach.
Er hat ein 4,15 km² grosses Einzugsgebiet, einen mittleren Abfluss (MQ) von 140 l/s und ist der hydrologische Hauptstrang.

##### Mättlibach
Der Mättlibach, lokal auch Mülibach genannt, ist der knapp 3 Kilometer lange, nordöstliche und linke Quellbach.
Er hat ein 2,75 km² grosses Einzugsgebiet.

#### Weiterer Verlauf
Der Wisebach fliesst zunächst in westlicher Richtung und wird dann auf seiner rechten Seite durch den aus Oberopfershofen im Norden kommenden Mültobelbach gestärkt. Der Wisebach läuft dann durch den nördlichen Bereich der Bürglener Ortschaft Opfershofen.
Er zieht danach weiter durch Felder und Wiesen und mündet schliesslich südöstlich von Mauren auf einer Höhe von 437,8 m ü. M.  von Nordosten und rechts in den aus dem Osten heranziehenden Giessen.
Sein etwa 1,4 km langer Lauf endet ungefähr 10 Höhenmeter unterhalb seines Ursprungs, er hat somit ein mittleres Sohlgefälle von etwa 6,9 ‰.

### Einzugsgebiet
Das 10,54 km² grosse Einzugsgebiet des Wisebachs liegt zum Teil im Seerücken und wird über den Giessen, die Thur und den Rhein zur Nordsee entwässert.
Es besteht zu 17,7 % aus Bestockter Fläche, zu 70,0 % aus Landwirtschaftsfläche, zu 12,0 % aus Siedlungsfläche und zu 0,3 % aus unproduktiven Flächen.
Die Flächenverteilung
Die mittlere Höhe des Einzugsgebietes beträgt 525,9 m ü. M., die minimale Höhe liegt bei 424 m ü. M. und die maximale Höhe bei 623 m ü. M.

### Zuflüsse
- Mültobelbach (rechts), 2,9 km, 2,03 km²

## Hydrologie
Bei der Mündung des Wisebachs in den Giessen beträgt seine modellierte mittlere Abflussmenge (MQ) 140 l/s. Sein Abflussregimetyp ist pluvial inférieur, und seine Abflussvariabilität beträgt 25.